# Stad al-Malik Abd al-Aziz
Stad al-Malik Abd al-Aziz (z arab. Stadion Króla Abd al-Aziza) – piłkarski stadion w mieście Mekka, w Arabii Saudyjskiej. Obiekt został oddany do użytku w 1984 roku i może pomieścić 33 500 widzów. Swoje spotkania rozgrywają na nim piłkarze klubu Al-Wehda Club Mekka.